# Robert Fico

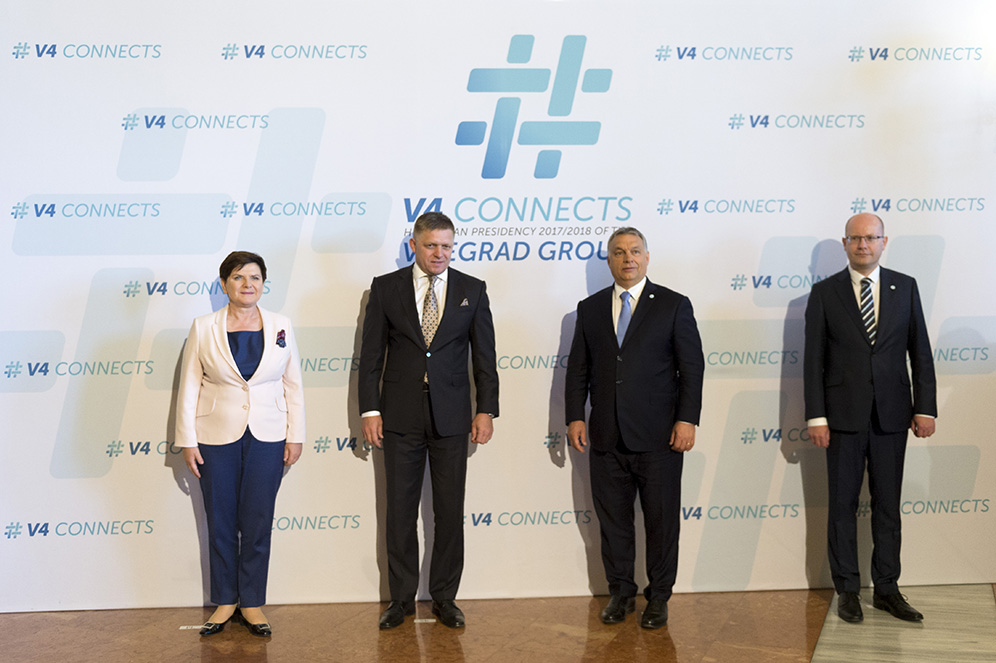
Fico i ett möte med Viktor Orbán, Beata Szydło och Bohuslav Sobotka i Budapest den 4 juli 2017

Robert Fico [ˈfitsɔ], född 15 september 1964 i Topoľčany, dåvarande Tjeckoslovakien, är en slovakisk politiker. Han är Slovakiens premiärminister sedan den 25 oktober 2023 och var det även 2006–2010 och 2012–2018. Fico tillhör det socialdemokratiska partiet Smer och hans politiska profil har betecknats som populistisk.
Ficos politiska karriär har inkluderat ett antal politiska kontroverser och skandaler. Den 15 maj 2024 blev Fico skjuten under ett besök i staden Handlová och förd till sjukhus.

## Biografi

### Bakgrund
Fico föddes 1964 i staden Topoľčany i regionen Nitra som son till Ľudovit Fico och Emilie Ficová. Han engagerade sig senare som medlem av kommunistpartiet och tog examen i juridik.

### Tidig politisk karriär
Fico valdes 1992 för första gången in i det slovakiska parlamentet, då del av Tjeckoslovakien. Året efter utnämndes han till medlem av Tjeckoslovakens delegation till Europarådet.
Han grundade 1999 det socialdemokratiska partiet Smer. Därefter har han fungerat som ledare för partiet, som betecknats som populistiskt och med nationalistisk prägel.

### 2006–2012: premiärminister och oppositionsledare
Smer vann nationalrådsvalet 2006 med ungefär 30 procent av rösterna. Efter valet samarbetade Fico med Slovakiska nationalistpartiet för att bilda en regering. Detta föranledde internationella fördömanden, och hans parti uteslöts tillfälligt ur Europeiska socialdemokratiska partiet.
Efter nationalrådsvalet 2010 ökade Ficos parti med 12 mandat. Han förlorade dock regeringsmakten sedan SDKÚ-DS-ledaren Iveta Radičová med knapp majoritet kunnat bilda en koalitionsregering.

### 2012–2018: andra och tredje regeringarna
Efter att Radičová förlorat en förtroendeomröstning i Slovakiens nationalråd utlystes senare nyval. I parlamentsvalet den 10 mars 2012 fick Fico och Smer egen majoritet – för första gången i Slovakien sedan 1989 – och Fico kunde återta sin post som premiärminister. Två år senare ställde han upp i landets presidentval men förlorade mot sin politiska rival Andrej Kiska i andra valomgången.
I parlamentsvalet 2016 gick Smer kraftigt bakåt men förblev dock största parti. Fico blev på nytt premiärminister, i spetsen för en koalitionsregering tillsammans med Slovakiska nationalistpartiet, Most–Híd och Sieť.
Den 15 mars 2018 avgick Fico i samband med den politiska krisen efter mordet på journalisten Ján Kuciak och dennes flickvän. Kuciak hade undersökt ekonomisk brottslighet och kopplingar mellan 'Ndrangheta och flera ledande slovaliska politiker – inklusive Fico. Därefter ersattes Fico som premiärminister av partikamraten och vice premiärminister Peter Pellegrini.

### 2020-talet: åtal, premiärminister, mordförsök
I april 2022 anklagades Fico av den slovakiska nationella brottsmyndigheten för att ha grundat och planerat en kriminell grupp. Han pekades också ut som gruppens ledare. Själv kommenterade Fico anklagelserna för att vara en politisk hämnd. Brottsåtalen mot Fico och ett antal av hans politiska allierade inkluderade korruption, maktmissbruk och sabotage. Fico greps men släpptes kort därefter, och åtalspunkterna mot honom har därefter strukits.
Fico återkom som slovakisk premiärminister efter parlamentsvalen 2023, bland annat efter en valkampanj där han utfäste sig att avsluta Slovakiens militära stöd till Ukraina. Smer fick knapp 23 procent av rösterna, och i parlamentet bildade man en koalition med två andra partier. Ficos politik, där han ser Ukrainas militära motstånd mot Ryssland som utsiktslöst, har lett till skarpa protester både inom och utom Slovakien. Internationella bedömare befarade att den nya Fico/Smer-regeringen skulle leda Slovakien bort från den västliga samarbetspolitik som präglat Slovakien sedan millennieskiftet. Dessutom har Ficos politik inkluderat begränsande åtgärder mot invandring, olika delar av civilsamhället och HBTQ-rättigheter, åtgärder som liknats vid dem som Lag och rättvisa genomfört i Polen, Fidesz i Ungern och Vladimir Putin i Ryssland.
Den 15 maj 2024 blev Fico skjuten i samband med ett regeringssammanträde i staden Handlová och fördes då hastigt till sjukhus. Fem skott ska ha avlossats, varav flera ska ha träffat Fico, bland annat i magen. Ficos tillstånd rapporterades inledningsvis vara kritiskt men stabilt.  Efter två veckors sjukhusvistelse blev Fico utskriven för fortsatt vård i hemmet . Landets inrikesminister vädjade under tiden om att den hårda tonen inom det politiska samtalet måste upphöra då Slovakien, enligt honom, stod på randen till inbördeskrig.
Den 71-åriga mannen Juraj Cintula, en poet och före detta gruvarbetare som uttryckt motstånd mot Fico och hans politik, greps i samband med dådet. Cintula har åtalats för mordförsök och riskerar livstids fängelse.

## Privatliv
Robert Fico är gift med juristen Svetlana Ficová, verksam vid Comeniusuniversitetet i Bratislava. Paret, som har en son ihop, uppges dock ha separerat.